# Rappresentazione (arti figurative)
Per rappresentazione nelle arti figurative si intende un'immagine nata dalla mente creativa che, tramite qualsiasi tipo di tecnica, architettonica, scultorea, pittorica o altro mezzo, si fa oggetto per essere comunicata a terzi.

## Simbolismo e realismo

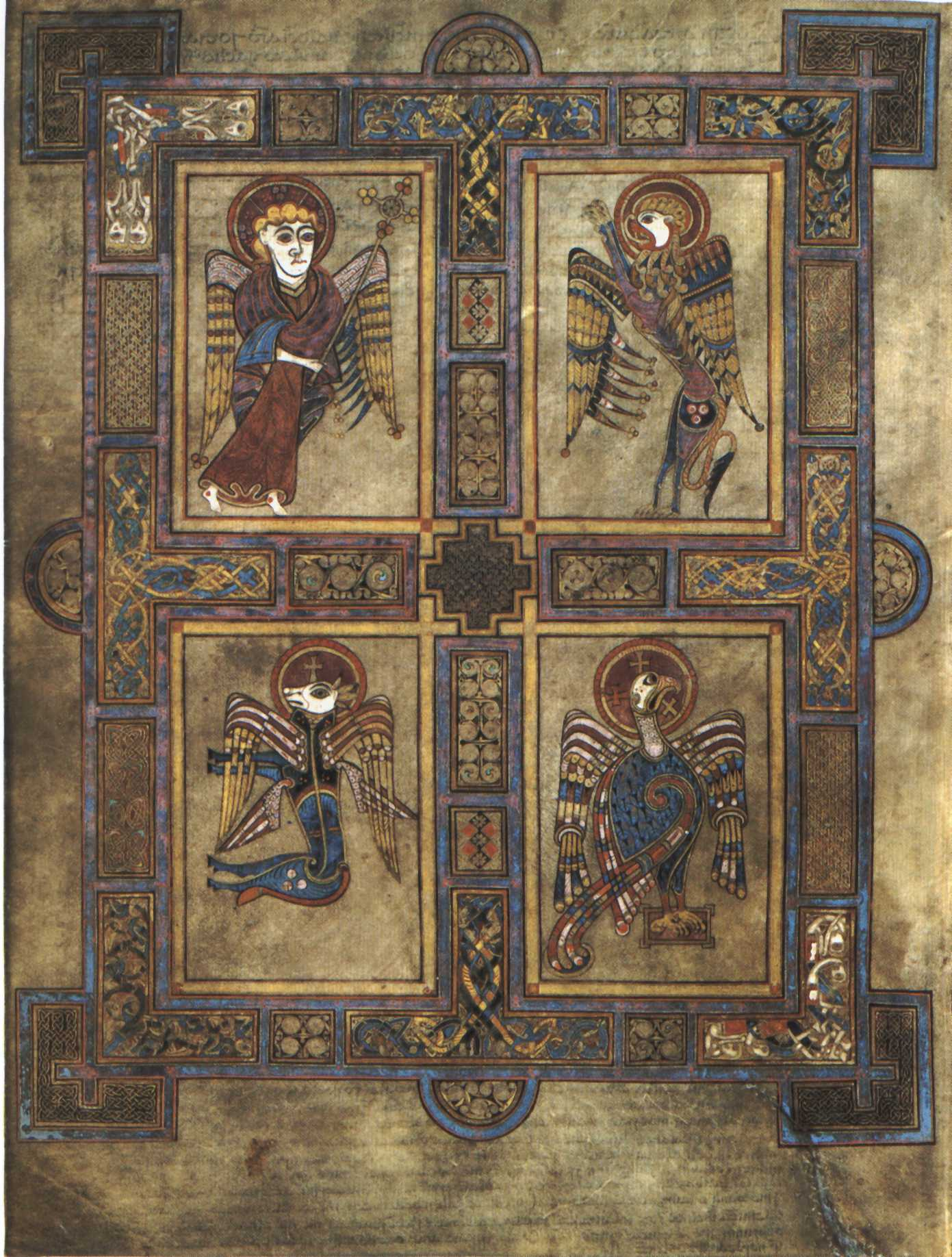
Tetramorfo (rappresentazione simbolica)

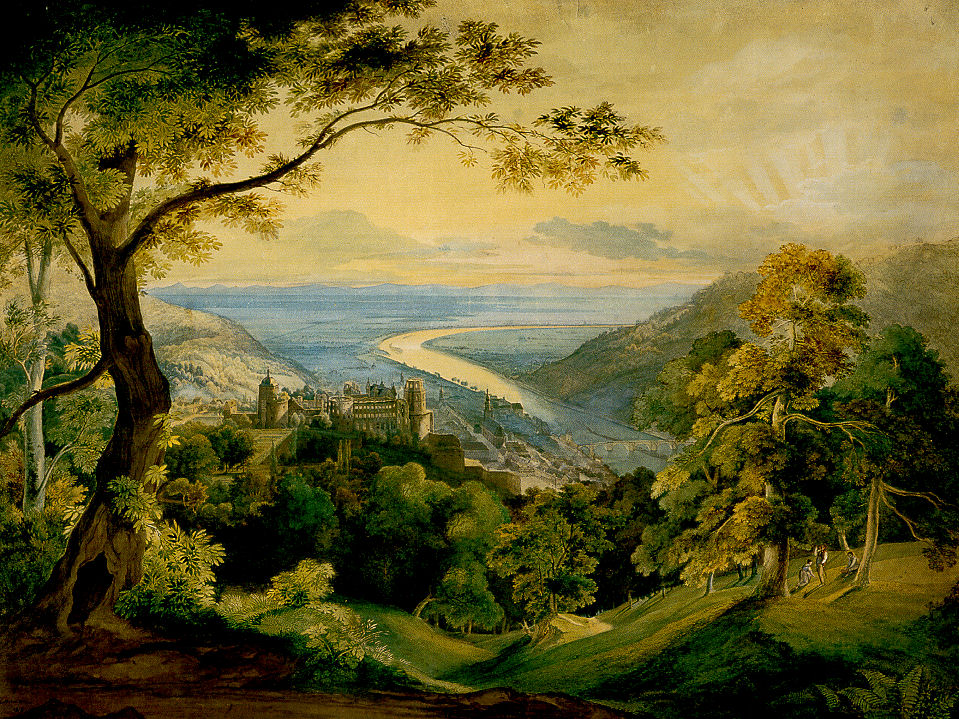
Paesaggio (rappresentazione realistica)

In generale le rappresentazioni si suddividono in simboliche e realistiche. Una rappresentazione simbolica è ad esempio il cosiddetto tetramorfo ossia l'immagine dei quattro evangelisti in forma angelica (Matteo) e animale (Marco, Luca, Giovanni). Rappresentazioni realistiche sono i ritratti e la pittura paesaggistica.
I due termini sono fortemente ambivalenti: per realismo si intende di solito un'immagine che l'occhio umano riconosce perché appartiene alla realtà percepita dai suoi sensi. Tuttavia il cosiddetto realismo greco/romano partiva da due concezioni diverse della vita. I greci seguivano, almeno fino all'ellenismo, il Bello ideale e si interessarono principalmente alla figura umana. I romani vollero rappresentare, nella loro ritrattistica più antica, l'immagine che avevano di sé stessi come popolo moralmente forte e frugale nei suoi costumi. Dietro a queste due idee esistevano quindi forme di interpretazione simbolica. Occorre poi ricordare che la percezione di un'immagine è fortemente condizionata dalla cultura e dalle emozioni di chi guarda. Per un occidentale ad esempio, l'arte del sud-est asiatico può essere simbolica e visionaria, mentre per un orientale le divinità esistono realmente.
Realismo e simbolismo si sono alternati a seconda delle varie epoche storiche. Il medioevo è stato un grosso serbatoio di immagini simboliche, mentre dal rinascimento fino alle avanguardie artistiche nel XX secolo, gli artisti hanno preferito rappresentazioni realistiche. Il simbolismo tuttavia non è mai del tutto scomparso dalla scena: ci sono stati molti artisti visionari: per citarne alcuni, Hieronymus Bosch, Jan Brueghel il Vecchio, William Blake. Anche Sandro Botticelli, dopo la sua conversione alla dottrina del Savonarola, ha dipinto opere simboliche. Il simbolo inoltre è una condizione essenziale nella rappresentazione araldica. Non è raro - specie in pittura - trovare elementi simbolici accostati ad immagini realistiche.
La discesa dello Spirito santo, ossia della terza componente della Trinità cristiana in forma di colomba, è stata spesso usata nelle arti figurative; ispirandosi al Vangelo, dove l'apparizione è citata da Matteo (3/16), Marco (1/10), Luca (3/22) e infine Giovanni per ben due volte (1/22) e (14/16). Molti artisti hanno inserito nella parte alta dell'opera questo volatile con le ali spiegate e l'aureola. Né poteva essere altrimenti perché lo Spirito santo è indefinibile in altri modi. Le parole soffio e vento, con cui a volte viene descritto, si riferiscono a una forza cosmica difficilmente rappresentabile. La figura di un uccello, creatura dell'aria, ha un impatto assai più forte e convincente di un testo scritto, ed è questo uno dei motivi principali per cui chi usa prevalentemente rappresentazioni simboliche riesce a stabilire un coinvolgimento emotivo e diretto nello spettatore non solo colto, ma anche illetterato.